# Peter Mamakos
Peter Mamakos (Somerville, 14 dicembre 1918 – Paso Robles, 27 aprile 2008) è stato un attore statunitense.
È apparso in oltre 70 film dal 1949 al 1980 ed ha recitato in più di cento produzioni per la televisione dal 1950 al 1990. Nel corso della sua carriera, fu accreditato anche con i nomi Peter J. Mamakos e Pete Mamakos.

## Biografia
Peter Mamakos nacque a Somerville, in Massachusetts, il 14 dicembre 1918.
Fu interprete di diversi personaggi per serie televisive, tra cui Jean Lafitte in 5 episodi della serie The Adventures of Jim Bowie dal 1956 al 1957, Enrique Fuentes in tre episodi della serie Zorro nel 1958, il tenente Vasquez in 4 episodi della serie Peter Gunn nel 1961 e Royal Lapidary in due episodi della serie Batman nel 1966. Interpretò inoltre numerosi altri personaggi secondari o ruoli da guest star in molti episodi di serie televisive dagli anni cinquanta agli anni ottanta.
La sua carriera cinematografica può vantare diverse presenze con varie interpretazioni tra cui quelle di Blackfoot Sam in I guerrieri di Alce Azzurro del 1956, del ladro LaRoche in Una ragazza ed una pistola del 1957 e di Falconis in La stirpe degli dei del 1969.
Fu accreditato per l'ultima volta sugli schermi televisivi nella miniserie trasmessa nel 1990 Lucky/Chances, nel quale interpreta il ruolo di un prete greco. Per il cinema recitò invece per l'ultima volta nel 1980 quando interpretò Spoony Singh nel film Il detective con la faccia di Bogart.
Morì a Paso Robles il 27 aprile 2008.

## Filmografia

### Cinema
- La maschera dei Borgia (Bride of Vengeance), regia di Mitchell Leisen (1949)
- Tuna Clipper, regia di William Beaudine (1949)
- Amaro destino (House of Strangers), regia di Joseph L. Mankiewicz (1949)
- Trail of the Yukon, regia di William Beaudine (1949)
- Malesia (Malaya), regia di Richard Thorpe (1949)
- Tempesta sull'oceano Indiano (Cargo to Capetown), regia di Earl McEvoy (1950)
- Tarzan e le schiave (Tarzan and the Slave Girl), regia di Lee Sholem (1950)
- La peccatrice dei mari del Sud (South Sea Sinner), regia di H. Bruce Humberstone (1950)
- Tra mezzanotte e l'alba (Between Midnight and Dawn), regia di Gordon Douglas (1950)
- Kim, regia di Victor Saville (1950)
- Flame of Stamboul, regia di Ray Nazarro (1951)
- Pier 23, regia di William Berke (1951)
- Damasco '25 (Sirocco), regia di Curtis Bernhardt (1951)
- China Corsair, regia di Ray Nazarro (1951)
- Silver Canyon , regia di John English (1951)
- La maschera del vendicatore (Mask of the Avenger), regia di Phil Karlson (1951)
- Comin' Round the Mountain, regia di Charles Lamont (1951)
- Let's Go Navy!, regia di William Beaudine (1951)
- Il marchio del rinnegato (The Mark of the Renegade), regia di Hugo Fregonese (1951)
- Omertà (The People Against O'Hara), regia di John Sturges (1951)
- Harem Girl, regia di Edward Bernds (1952)
- Viva Zapata!, regia di Elia Kazan (1952)
- La furia di Tarzan (Tarzan's Savage Fury), regia di Cy Endfield (1952)
- Il corsaro (Captain Pirate), regia di Ralph Murphy (1952)
- Dan il terribile (Horizons West), regia di Budd Boetticher (1952)
- Il prigioniero di Zenda (The Prisoner of Zenda), regia di Richard Thorpe (1952)
- Il ritorno dei vendicatori (The Bandits of Corsica), regia di Ray Nazarro (1953)
- La città sommersa (City Beneath the Sea), regia di Budd Boetticher (1953)
- La pattuglia delle giubbe rosse (Fort Vengeance), regia di Lesley Selander (1953)
- Brigata di fuoco (The Glory Brigade), regia di Robert D. Webb (1953)
- Contrabbandieri a Macao (Forbidden), regia di Rudolph Maté (1953)
- El Alaméin, regia di Fred F. Sears (1953)
- Private Eyes, regia di Edward Bernds (1953)
- Asfalto rosso (The Miami Story), regia di Fred F. Sears (1954)
- Giocatore d'azzardo (The Gambler from Natchez), regia di Henry Levin (1954)
- Le avventure di Hajji Babà (The Adventures of Hajji Baba), regia di Don Weis (1954)
- La schiava del pirata (Pirates of Tripoli), regia di Felix E. Feist (1955)
- Il figliuol prodigo (The Prodigal), regia di Richard Thorpe (1955)
- Spionaggio atomico (A Bullet for Joey), regia di Lewis Allen (1955)
- G-Men: evaso 50574 (I Cover the Underworld), regia di R.G. Springsteen (1955)
- Non è peccato (Ain't Misbehavin'), regia di Edward Buzzell (1955)
- I razziatori (The Marauders), regia di Gerald Mayer (1955)
- La freccia sulla croce (The Twinkle in God's Eye), regia di George Blair (1955)
- La figlia dello sceicco (Desert Sands), regia di Lesley Selander (1955)
- Il conquistatore (The Conqueror), regia di Dick Powell (1956)
- Sentieri selvaggi (The Searchers), regia di John Ford (1956)
- When Gangland Strikes, regia di R.G. Springsteen (1956)
- Incontro sotto la pioggia (Miracle in the Rain), regia di Rudolph Maté (1956)
- I guerrieri di Alce Azzurro (Quincannon, Frontier Scout), regia di Lesley Selander (1956)
- La felicità non si compra (The Best Things in Life Are Free), regia di Michael Curtiz (1956)
- I dieci comandamenti (The Ten Commandments), regia di Cecil B. DeMille (1956)
- Spook Chasers, regia di George Blair (1957)
- Una ragazza ed una pistola (My Gun Is Quick), regia di Victor Saville e George White (1957)
- Looking for Danger, regia di Austen Jewell (1957)
- Il quadrato della violenza (The Crooked Circle), regia di Joseph Kane (1957)
- Il colosso di Bagdad (Sabu and the Magic Ring), regia di George Blair (1957)
- La carica dei quattromila (Fort Bowie), regia di Howard W. Koch (1958)
- Il principe del circo (Merry Andrew), regia di Michael Kidd (1958)
- La trappola del coniglio (The Rabbit Trap), regia di Philip Leacock (1959)
- Terror at Black Falls, regia di Richard C. Sarafian (1962)
- Tamburi d'Africa (Drums of Africa), regia di James B. Clark (1963)
- Island of Love, regia di Morton DaCosta (1963)
- Taggart 5000 dollari vivo o morto (Taggart), regia di R.G. Springsteen (1964)
- La nave dei folli (Ship of Fools), regia di Stanley Kramer (1965)
- Catalina Caper, regia di Lee Sholem (1967)
- L'urlo del silenzio (The Heart Is a Lonely Hunter), regia di Robert Ellis Miller (1968)
- Rapporto a quattro (Justine), regia di George Cukor (1969)
- La stirpe degli dei (A Dream of Kings), regia di Daniel Mann (1969)
- Triangle, regia di Bernard Glasser (1970)
- Settimo potere (The Resurrection of Zachary Wheeler), regia di Bob Wynn (1971)
- Ma chi te l'ha fatto fare? (For Pete's Sake), regia di Peter Yates (1974)
- L'altra faccia di mezzanotte (The Other Side of Midnight), regia di Charles Jarrott (1977)
- Il detective con la faccia di Bogart (The Man with Bogart's Face), regia di Robert Day (1980)

### Televisione
- The Magnavox Theatre – serie TV, episodio 1x06 (1950)
- Il cavaliere solitario (The Lone Ranger) – serie TV, 7 episodi (1950-1955)
- Space Patrol – serie TV, 3 episodi (1951-1952)
- Family Theatre – serie TV, 2 episodi (1951-1952)
- The Adventures of Kit Carson – serie TV, 10 episodi (1951-1954)
- Front Page Detective – serie TV, un episodio (1951)
- Gruen Guild Playhouse – serie TV, un episodio (1951)
- The Files of Jeffrey Jones – serie TV, un episodio (1952)
- Chevron Theatre – serie TV, un episodio (1952)
- China Smith – serie TV, un episodio (1952)
- Missione pericolosa (Dangerous Assignment) – serie TV, 2 episodi (1952)
- Le inchieste di Boston Blackie (Boston Blackie) – serie TV, 2 episodi (1952)
- Terry and the Pirates – serie TV, un episodio (1952)
- Cavalcade of America – serie TV, 2 episodi (1953-1955)
- Adventures of Superman – serie TV, 3 episodi (1953-1957)
- You Are There – serie TV, un episodio (1953)
- The Finest Gift – film TV (1955)
- Lux Video Theatre – serie TV, un episodio (1955)
- Medic – serie TV, un episodio (1955)
- Cisco Kid (The Cisco Kid) – serie TV, 2 episodi (1955)
- The Adventures of Jim Bowie – serie TV, 5 episodi (1956-1957)
- Le leggendarie imprese di Wyatt Earp (The Life and Legend of Wyatt Earp) – serie TV, 6 episodi (1956-1961)
- The George Burns and Gracie Allen Show – serie TV, un episodio (1956)
- Celebrity Playhouse – serie TV, episodio 1x22 (1956)
- Climax! – serie TV, episodio 2x22 (1956)
- Penna di Falco, capo cheyenne (Brave Eagle) – serie TV, 4 episodi (1956)
- Crusader – serie TV, episodio 1x25 (1956)
- Passport to Danger – serie TV, un episodio (1956)
- Four Star Playhouse – serie TV, un episodio (1956)
- The Adventures of Dr. Fu Manchu – serie TV, un episodio (1956)
- Wire Service – serie TV, episodio 1x08 (1956)
- Il conte di Montecristo (The Count of Monte Cristo) – serie TV, un episodio (1956)
- The Gale Storm Show: Oh! Susanna – serie TV, un episodio (1957)
- Broken Arrow – serie TV, 2 episodi (1957)
- Code 3 – serie TV, un episodio (1957)
- The Court of Last Resort – serie TV, episodio 1x18 (1958)
- Zorro – serie TV, 3 episodi (1958)
- Gunsmoke – serie TV, episodio 3x38 (1958)
- Le avventure di Rin Tin Tin (The Adventures of Rin Tin Tin) – serie TV, un episodio (1958)
- Maverick – serie TV, episodio 2x09 (1958)
- Gli intoccabili (The Untouchables) – serie TV, 3 episodi (1959-1961)
- Gli uomini della prateria (Rawhide) – serie TV, episodi 1x02-2x15-3x25 (1959-1961)
- The Red Skelton Show – serie TV, 4 episodi (1959-1964)
- Bronco – serie TV, un episodio (1959)
- Richard Diamond (Richard Diamond, Private Detective) – serie TV, un episodio (1959)
- Westinghouse Desilu Playhouse – serie TV, episodi 1x20-1x21 (1959)
- The Texan – serie TV, episodio 1x33 (1959)
- The Lawless Years – serie TV, un episodio (1959)
- 26 Men – serie TV, episodio 2x39 (1959)
- Border Patrol – serie TV, 2 episodi (1959)
- Mr. Lucky – serie TV, episodio 1x06 (1959)
- Bourbon Street Beat – serie TV, un episodio (1959)
- Carovane verso il west (Wagon Train) – serie TV, 3 episodi (1960-1963)
- The Deputy – serie TV, un episodio (1960)
- Avventure lungo il fiume (Riverboat) – serie TV, un episodio (1960)
- The Roaring 20's – serie TV, un episodio (1960)
- Route 66 – serie TV, un episodio (1960)
- Surfside 6 – serie TV, episodio 1x24 (1961)
- Scacco matto (Checkmate) – serie TV, episodio 1x29 (1961)
- Peter Gunn – serie TV, 4 episodi (1961)
- The Bob Cummings Show – serie TV, un episodio (1961)
- Perry Mason – serie TV, 3 episodi (1962-1966)
- Room for One More – serie TV, un episodio (1962)
- The Dick Powell Show – serie TV, episodio 1x23 (1962)
- Hazel – serie TV, un episodio (1962)
- Il virginiano (The Virginian) – serie TV, 2 episodi (1963-1964)
- Polvere di stelle (Bob Hope Presents the Chrysler Theatre) – serie TV, 2 episodi (1963-1966)
- Sam Benedict – serie TV, un episodio (1963)
- La grande avventura (The Great Adventure) – serie TV, episodio 1x05 (1963)
- Il fuggiasco (The Fugitive) – serie TV, un episodio (1964)
- The Crisis (Kraft Suspense Theatre) – serie TV, un episodio (1964)
- Viaggio in fondo al mare (Voyage to the Bottom of the Sea) – serie TV, un episodio (1964)
- Daniel Boone – serie TV, 3 episodi (1965-1970)
- La legge di Burke (Burke's Law) – serie TV, episodio 3x01 (1965)
- Convoy – serie TV, episodio 1x05 (1965)
- Mona McCluskey – serie TV, un episodio (1966)
- Mamma a quattro ruote (My Mother the Car) – serie TV, un episodio (1966)
- Batman – serie TV, 2 episodi (1966)
- Agenzia U.N.C.L.E. (The Girl from U.N.C.L.E.) – serie TV, episodio 1x06 (1966)
- Il ladro (T.H.E. Cat) – serie TV, un episodio (1966)
- Tre nipoti e un maggiordomo (Family Affair) – serie TV, episodio 1x08 (1966)
- The Flying Nun – serie TV, 2 episodi (1967-1969)
- Get Smart – serie TV, un episodio (1967)
- Daktari – serie TV, episodio 3x03 (1967)
- Ironside – serie TV, un episodio (1967)
- La terra dei giganti (Land of the Giants) – serie TV, un episodio (1969)
- Mannix – serie TV, un episodio (1969)
- In nome della giustizia (The Bold Ones: The Protectors) – serie TV, un episodio (1970)
- Mod Squad, i ragazzi di Greer (The Mod Squad) – serie TV, un episodio (1970)
- Mistero in galleria (Night Gallery) – serie TV, un episodio (1971)
- Cannon – serie TV, un episodio (1971)
- Le strade di San Francisco (The Streets of San Francisco) – serie TV, un episodio (1972)
- Uno sceriffo a New York (McCloud) – serie TV, un episodio (1973)
- Missione Impossibile (Mission: Impossible) – serie TV, un episodio (1973)
- I Love a Mystery – film TV, regia di Leslie Stevens (1973)
- Barnaby Jones – serie TV, un episodio (1973)
- Il tenente Kojak (Kojak) – serie TV, un episodio (1975)
- Il ricco e il povero (Rich Man, Poor Man) – miniserie TV (1976)
- Fantasilandia (Fantasy Island) – serie TV, un episodio (1978)
- Operazione sottoveste (Operation Petticoat) – serie TV, un episodio (1978)
- Il transatlantico della paura (The French Atlantic Affair) – miniserie TV (1979)
- T.J. Hooker – serie TV, un episodio (1982)
- Supercopter (Airwolf) – serie TV, un episodio (1984)
- Lucky/Chances (Lucky Chances), regia di Buzz Kulik – miniserie TV (1990)